# 龙背街道
龙背街道，是中华人民共和国陕西省渭南市临渭区下辖的一个乡镇级行政单位。

## 行政区划
龙背街道下辖以下地区：
龙背村、程前村、油陈村、安王村、永丰村、高杨村、北史村、程庄村、前进村、东风村、青龙村、南袁村、陈北村、新光村、骞雷村、段刘村、午赵村、洼张村、候家村和太庄村。